# Finkenwerder
Finkenwerder, Hamburg-Finkenwerder (dolnoniem. Finkwarder, Finkenwarder; do 1937 Finkenwärder) – dzielnica miasta Hamburg w Niemczech, w okręgu administracyjnym Hamburg-Mitte. Leży nad rzeką Łabą, posiada specyficzny charakter zabudowy i tradycji starej wioski rybackiej. Po wojnie osiedlili się liczni Słowińcy znad jeziora Gardno utrzymując jeszcze przez pewien okres elementy swych tradycji i kultury. 
1 kwietnia 1937 na mocy ustawy o Wielkim Hamburgu włączony w granice miasta.
Dzisiejszy Finkenwerder to przede wszystkim filia koncernu Airbus z przyfabrycznym lotniskiem.
Na zachód od dzielnicy znajdują się wielkie plantacje drzew owocowych, przede wszystkim jabłek.